# Native Ecuadorian Orchids
Native Ecuadorian Orchids (abreviado Nat. Ecuad. Orch.) es un libro con ilustraciones y descripciones botánicas que fue escrito conjuntamente por Calaway H. Dodson y Rodrigo Escobar. Se publicó en Medellín en 5 volúmenes en los años 1993-2004.

## Publicación
- Volumen n.º  1. AA-Dracula
- Volumen n.º  2. Dresslerella-Lepanthes
- Volumen n.º  3. Lepanthopsis-Oliveriana
- Volumen n.º  4. Oncidium-Restrepiopsis
- Volumen n.º  5. Rodriguezia-Zygosepalum.